# Niviventer andersoni
Niviventer andersoni es una especie de roedor de la familia Muridae.

## Distribución geográfica
Se encuentra solamente en China.  